# Ugolino I Trinci
Ugolino I Trinci (... – 1338) è stato un nobile italiano, signore di Foligno.

## Biografia
Nacque da Nallo Trinci e Chiara Gabrielli, figlia di Cante, signore di Gubbio.
Partecipò alla spedizione contro Assisi del 1321 e a quella contro Spoleto del 1322. A Foligno fu protettore della parte guelfa, Gonfaloniere di Giustizia e capitano del popolo dal 1321, giudice dal 1329, podestà dal 1334. Conquistò anche Bevagna, sempre nel 1334. Morì nel 1338 lasciando una figlia, Maddalena.